# Улудаг (горы)
Улудаг (тур. Ulu Dağları) — средневысотный горный хребет в западной части полуострова Малая Азия (Турция). Вытянут с северо-запада на юго-восток. Длина - около 80 км. Максимальная высота достигает 2 543 м (гора Малый Олимп или Улудаг, также Кешишдаг), что делает его самым высоким в Западной Турции. 
Склоны хребта сложены в основном из гранита, гнейса, кристаллических сланцев, гребни крупнейших вершин — из различных видов мрамора. Имеются кары, морены, поверхности выравнивания и другие следы древних оледенений . 
На склонах растут каштановые, буковые и хвойные леса. Выше 2 000 м преобладают альпийские луга и редколесье. 
Зимой часты снегопады, благодаря чему в последние десятилетия получили развитие горнолыжный спорт и туризм (в основном внутритурецкий). 
У северо-западных подножий хребта расположен четвёртый по величине мегаполис Турции — г. Бурса (Прусса), также г.г. Келес и Инегёль. Расположены бассейны рек Гёксу, Нилюфер и Коджасу, рукав которой питает озеро Улубат.
Обитают 57 видов животных, в том числе волк, лиса, шакал, кабан, бурый медведь.